# Prefektura Karafuto
Karafuto (樺太) nebo také Jižní Sachalin byla japonská prefektura existující v letech 1907–1945 v jižní části ostrova Sachalin. Měla rozlohu 36 090 km² a žilo v ní okolo 400 000 obyvatel.

## Historie
Japonský název pro Sachalin Karafuto pochází z ainského výrazu kamuy kar put ya mosir: „ostrov stvořený Bohem u ústí“ (řeky Amur). Japonci se na ostrově usazovali od 17. století a v roce 1845 ho prohlásili za své území, v roce 1875 byla v Petrohradě uzavřena dohoda o rozdělení sporných území, podle níž Rusové získali Sachalin a Japonci Kurily. Po vítězství v rusko-japonské válce roku 1905 získalo Japonsko Portsmouthským mírem část Sachalinu jižně od 50. rovnoběžky a ostrov Moneron. V roce 1907 bylo toto území vyhlášeno nejsevernější prefekturou Japonska, hlavním městem se stalo Ótomari (Korsakov), o rok později bylo sídlo správy přeneseno do Tojohary (Južno-Sachalinsk). Prefektura byla rozdělena na čtyři podprefektury: Tojohara, Esutoru, Maoka a Šikuka.
Ekonomika Karafuta byla založena na těžbě uhlí, ropy a dřeva a lovu kožešinové zvěře. Japonská vláda investovala do budování železnic a vojenských zařízení, obyvatelé Japonského souostroví byli daňovými úlevami lákáni ke stěhování na ostrov a brzy početně převážili nad původní obyvateli, jimiž jsou Ainuové a Nivchové (většina ruských usedlíků se po ztrátě území vystěhovala). Na Karafuto bylo také nuceně přesídleno množství Korejců sloužících jako levná pracovní síla.
Po Nikolajevském incidentu v roce 1920 Japonsko dočasně okupovalo i severní část Sachalinu, kterou roku 1925 předalo zpět pod sovětskou svrchovanost. V roce 1942 bylo Karafuto vyňato z pravomoci ministerstva kolonií a stalo se integrální součástí Japonska. V dubnu 1945 Sověti vypověděli sovětsko-japonský pakt o neútočení a v srpnu zaútočili na Karafuto, 25. srpna dobyli Tojoharu. Okupační správa zavedla ruské názvy, deportovala japonské funkcionáře do gulagu a zahájila odsun civilního obyvatelstva, pouze část Korejců obdržela sovětské občanství a bylo jim umožněno zůstat. V roce 1949 japonská vláda oficiálně zrušila prefekturu Karafuto. Japonsko se vzdalo nároků na svrchovanost jižní části ostrova v Sanfranciské smlouvě, ale neschválilo ruskou suverenitu nad Sachalinem. Podle japonského oficiálního stanoviska není o příslušnosti Sachalinu ještě rozhodnuto a na japonských mapách je označován jako „Země Nikoho“.